# اصطبل خادمی
اصطبل خادمی مربوط به سده‌های متاخر دوران‌های تاریخی پس از اسلام است و در شهرستان کهگیلویه، بخش مرکزی، شهر دهدشت، بافت تاریخی دهدشت واقع شده و این اثر در تاریخ ۷ خرداد ۱۳۸۷ با شمارهٔ ثبت ۲۲۹۷۴ به‌عنوان یکی از آثار ملی ایران به ثبت رسیده است.